# Bongo Comics
Bongo Comics is een Amerikaanse stripboekcompagnie opgericht in 1993 door Steve en Cindy Vance, Bill Morrison, en Matt Groening (die vooral bekend is als bedenker van Simpsons en Futurama). 
Bongo Comics richtte zich op de publicatie van strips gebaseerd op Groenings animatieseries, tezamen met nieuw materiaal. Het bedrijf is vermoedelijk vernoemd naar het konijn Bongo, de protagonist uit Groenings Life in Hell-strips.
Bongo Comics heeft tot dusver Simpsons Comics, Futurama Comics, Krusty Comics, Lisa Comics, Bart Simpson, Bartman, Itchy & Scratchy Comics en Radioactive Man strips uitgegeven.
Bongo heeft een tegenhanger genaamd Zongo Comics, dat eveneens is opgericht door Matt Groening en zich meer op een ouder publiek richt.

## Actieve series
- Simpsons Comics - #130
- Futurama Comics - #31

Spinoffs van Simpsons Comics
- Bart Simpson's Treehouse of Horror - #12
- Bart Simpson - #35
- Simpsons Super Spectacular - #4
- Radioactive Man Vol. 2 - #9 (Now defunct)

Herdrukken
- Simpsons Classics - #12

## Alle series
- Simpsons Comics (1993-present) 129 Delen
- Bartman (1993-1995) 6 Delen
- Itchy & Scratchy Comics (1993-1994) 4 Delen
- Radioactive Man Vol. 1 (1993-1994) 6 Delen
- Krusty Comics (1995) 3 Delen
- Bart Simpson's Treehouse of Horror (1995-present) 12 Delen
- Roswell, Little Green Man (1996-1999) 6 Delen
- Bart Simpson (2000-present) 35 Delen
- Futurama Comics (2000-present) 30 Delen
- Radioactive Man Vol. 2 (2000-present) 9 Delen
- Futurama/Simpsons Infinitely Secret Crossover Crisis (2002-2003) 2 Delen
- Simpsons/Futurama Crossover Crisis II (2005) 2 Delen
- Heroes Anonymous (2003-2004) 6 Delen
- Simpsons Classics (2004-present) 12 Delen
- Simpsons Super Spectacular (2005-present) 4 Delen

## Huidige series
- Simpsons Comics (129 Delen)
- Bart Simpson's Treehouse of Horror (12 Delen)
- Bart Simpson (35 Delen)
- Futurama Comics (30 Delen)
- Simpsons Classics (12 Delen)
- Simpsons Super Spectacular (4 Delen)

## Enkel deelpublicaties
- Bongo Comics Group Spectacular (1993)
- The Official History of Bongo Comics (najaar 1993)
- Bartman and Radioactive Man #1 (1994)
- Lisa Comics (april 1995)
- Bart Simpson's Joke Book (juni 1995)
- Stretch Dude and Clobber Girl.
- Simpsons Winter Wing Dings #1 (november 2006)

## Gerelateerde publicaties  (Welsh Publishing)
- Simpsons Illustrated (1991-1993)
- Simpsons Comics and Stories (januari 1993)